# Senna Remijn
Senna Remijn (født 22. januar 2006 i Wolphaartsdijk) er en cykelrytter fra Holland, der kører for Fejl i Modul:Cykelhold: Wikidata-entitet ikke angivet..
Ved VM i landevejscykling 2024 vandt han bronze ved juniorenes mesterskab i linjeløb.